# 専称寺 (八潮市)
專稱寺（せんしょうじ）は、埼玉県八潮市にある浄土宗の寺院。

## 歴史
1584年（天正12年）頃、開蓮社道誉によって開山された。同市の西蓮寺の末寺である。
現在の本堂は1987年（昭和62年）に建てられたものである。
当寺が所蔵している愛染明王像は、円空によって作られた「円空仏」である。同市には、他に大経寺にも円空仏がある。

## 文化財
- 寛文9年弥陀庚申塔（八潮市指定有形文化財 昭和46年3月16日指定）[4]
- 円空作木造愛染明王座像（八潮市指定有形文化財 昭和46年3月16日指定）[5]
- 木造聖観音菩薩立像（八潮市指定有形文化財 平成23年5月10日指定）[6]

## 交通アクセス
- 八潮駅より徒歩23分。